# Natalja Sergejewna Brassowa

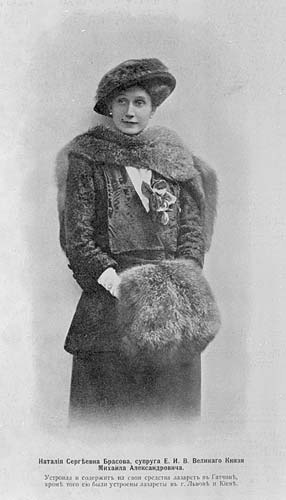
Natalja Sergejewna Brassowa

Gräfin Natalja Sergejewna Brassowa, geborene Scheremetjewskaja,  (russisch Ната́лья Серге́евна Брасова; genannt Natascha, * 27. Junijul. / 9. Juli 1880greg. in Moskau; † 23. Januar 1952 in Paris) war in morganatischer Ehe mit Großfürst Michael von Russland, dem Bruder des letzten russischen Zaren Nikolaus II., verheiratet.

## Leben
Sie wurde als jüngste Tochter von Sergej Alexandrowitsch Scheremetjewski und dessen Frau Julia Wladislawowna geboren. Ihr Vater arbeitete als Anwalt in Moskau und gehörte dem Stand des Adels an, allerdings war ihr Adel von geringer Bedeutung. In ihren ersten Lebensjahren wuchs Natascha in gutbürgerlichen Verhältnissen auf.
Natascha war insgesamt drei Mal verheiratet. Im Jahr 1902 heiratete sie den Klavierspieler Sergej Mamontow, mit dem sie eine Tochter hatte, Natalja Mamontowa (* 2. Juni 1903, † 1969), genannt Tata. 1905 heiratete sie den Leutnant der kaiserlichen Leibgarde Wladimir Wulfert. Die Ehe blieb kinderlos. Durch ihren zweiten Mann lernte sie ihren späteren dritten Ehemann kennen, den Großfürsten Michael von Russland. Ihr unehelicher Sohn Georg Michailowitsch Brassow wurde am 24. Juli 1910 geboren. Natascha und der Großfürst heirateten heimlich in Wien am 16. Oktober 1912 in einer orthodoxen Kirche.
Nach der russischen Revolution konnte Natascha vor den Bolschewiken fliehen und lebte erst in England, später in Paris. Sie starb verarmt in einem Pariser Krankenhaus an den Folgen einer Krebserkrankung.